# Grootzegelbewaarder

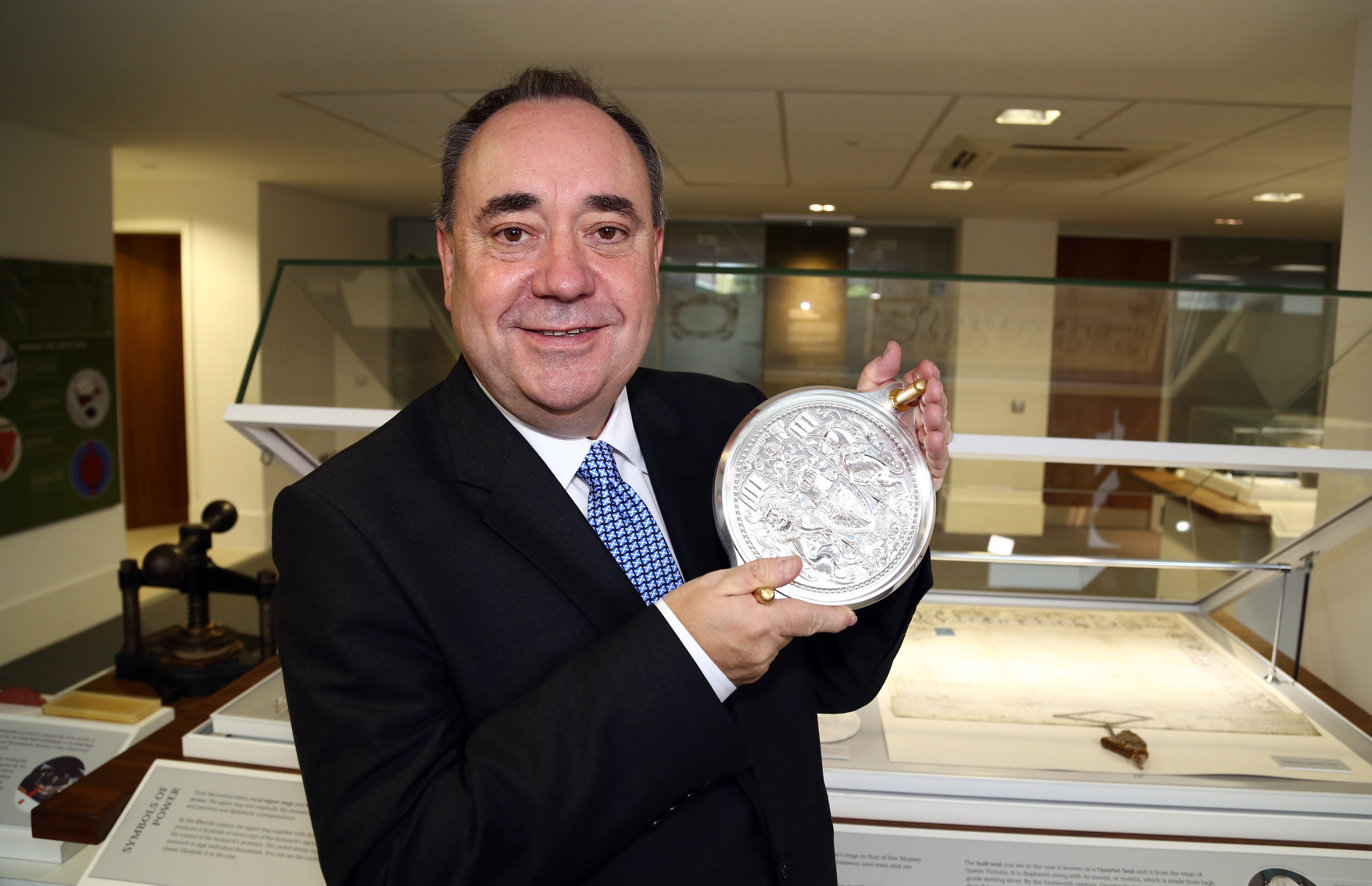
Voormalig eerste minister van Schotland Alex Salmond als zegelbewaarder van het grootzegel van Schotland.

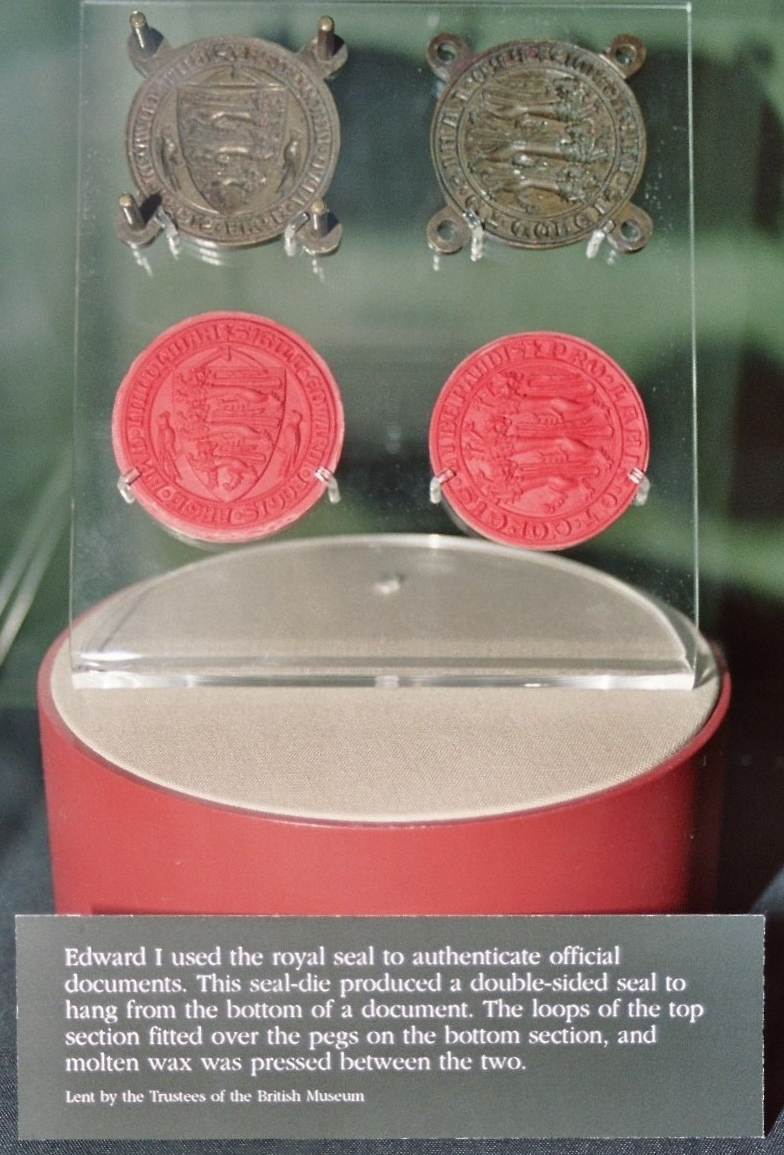
Zegelstempels en afdrukken van het zegel van koning Eduard I van Engeland

Grootzegelbewaarder is een van oorsprong laat-middeleeuwse titel voor een hoge ambtenaar die belast is met het bewaren en vervaardigen van het grootzegel. Dat is het zegel waarmee de belangrijkste oorkondes van de vorst en later van de staat werden bezegeld als teken van hun echtheid. De functie van grootzegelbewaarder viel in bepaalde landen en/of periodes ook wel samen met het ambt van kanselier. Tegenwoordig wordt het grootzegel meestal bewaard door een minister.

## De Nederlanden
In Nederland vervult de minister van Justitie tegenwoordig de functie van grootzegelbewaarder, doordat sinds 1898 het Nederlandse grootzegel bij hem in bewaring is. De oude grootzegelstempels worden bewaard door de Hoge Raad van Adel, waar ze in de studiezaal tentoongesteld zijn.
Het grootzegel van de vroegere heersers over de Nederlanden werd in de middeleeuwen bewaard door de kanselier van de betreffende landsheer. Na het overlijden van grootkanselier Mercurino di Gattinara in 1530 benoemde keizer Karel V geen opvolger meer en werden de zegels in handen gegeven van zijn eerste ministers Nicolas Perrenot de Granvelle en diens zoon Antoine Perrenot de Granvelle, die hiermee de functie van grootzegelbewaarder vervulden.
Onder Filips II werden de zegels voor de Nederlanden bewaard door een raadsheer van de Raad van State. Deze voerde de titel van Staatsraad-Zegelbewaarder voor de Nederlanden.
In de tijd van de Republiek der Zeven Verenigde Nederlanden (1578-1795) fungeerde de raadpensionaris als bewaarder van het grootzegel van de Staten-Generaal. Zo was raadpensionaris Johan de Witt grootzegelbewaarder vanaf 1660 tot aan zijn dood in 1672. Hij werd opgevolgd door de heer Van Duyvenvoorde.

## Frankrijk

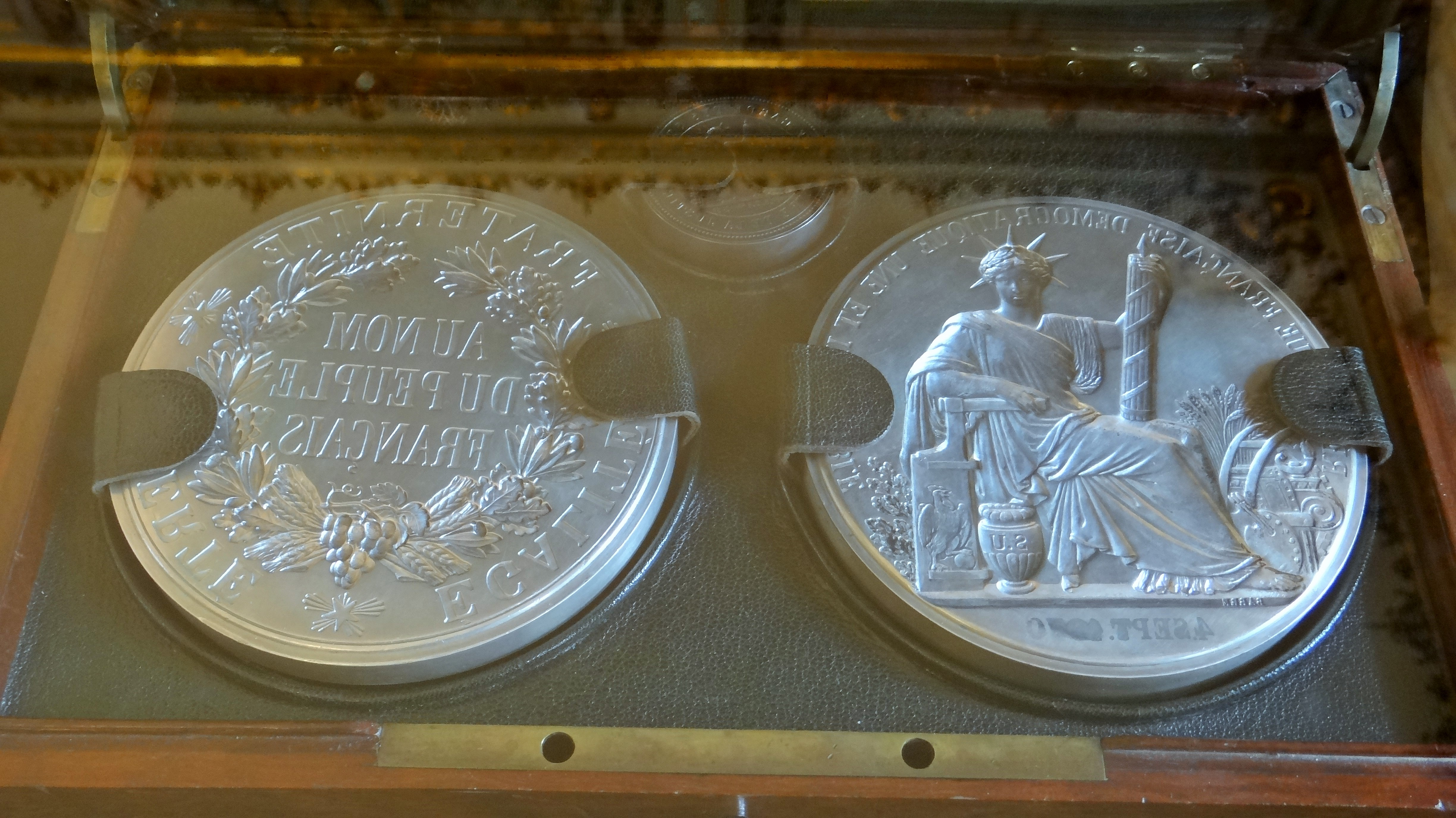
De zegelstempels voor het grootzegel van de Franse republiek.

In Frankrijk wordt de titel grootzegelbewaarder (Frans: Garde des Sceaux) tegenwoordig gedragen door de minister van Justitie.
Tijdens het ancien régime was zegelbewaarder van Frankrijk (Garde des Sceaux de France) een van de grootofficieren van de Kroon van Frankrijk. Zijn belangrijkste taak was het ondersteunen en zo nodig vervangen van de kanselier van Frankrijk, alsmede het bewaren en aanwezig zijn bij vervaardigen van het grootzegel.
In 1790 overleed de laatste kanselier van Frankrijk, waarna zijn taken werden overgenomen door de zegelbewaarder van Frankrijk, die in 1791 de titel minister van Justitie kreeg.

## Italië
In Italië wordt de titel Bewaarder van de Zegels (Guardasigilli) ook gedragen door de minister van Justitie. De Bewaarder van de Zegels tekent naast de president alle wetten.

## Verenigd Koninkrijk
In het Verenigd Koninkrijk wordt het grootzegel (Great Seal) bewaard door de lord Chancellor, die daarmee de functie van grootzegelbewaarder vervuld. Daarnaast is er nog het aparte ambt van lord Privy Seal, de bewaarder van het persoonlijk of geheimzegel (Privy Seal).

## Verenigde Staten
In de Verenigde Staten van Amerika wordt het grootzegel bewaard door de minister van buitenlandse zaken (secretary of State). Het bezegelen van internationale verdragen en andere officiële documenten van de Amerikaanse gebeurt in de praktijk door een ambtenaar van het State Department, nadat de secretary of State het contraseign heeft geplaatst naast de handtekening van de president.